# Lykisk sjögroda
Lykisk sjögroda (Rana cerigensis syn. Pelophylax cerigensis) är en art i familjen äkta grodor som tillhör ordningen stjärtlösa groddjur. Inga underarter finns listade i Catalogue of Life. Arten beskrevs först av Beerli, Hotz, Tunner, Heppich och Thomas Marshall Uzzell, Jr. 1994.

## Utseende
Den lykiska sjögrodan tillhör samma grupp som epirusgrodan och är mycket lik denna.  Den är en medelstor groda med en medellängd på 5,5 cm. Ovansidan är vanligen ljust brungrå till olivfärgad, och kan ha ljusbruna fläckar; en variant med gräsgrön ovansida och klarbruna fläckar finns också. Undersidan är ljusbeige och spräcklig i grått. Hanen har mörkgrå strupsäckar.

## Vanor
Arten lever framför allt i stillastående vattensamlingar och långsamma vattendrag, där det antas att även parningen och larvutvecklingen äger rum.

## Utbredning
Den lykiska sjögrodan finns endast på den grekiska ön Karpathos, troligtvis endast i en lokal. Vissa äldre källor anger dock att den även skall förekomma på Rhodos. 

## Status
Grodan är klassificerad som akut hotad ("CR", underklassificering "B1ab(iii)+2ab(iii)"), och populationen är i avtagande. Orsaken är främst förlust av lämpliga habitat på grund av kraftig vattenförbrukning. Klimatförändringar tros också spela en roll.